# Collegio plurinominale Lombardia 3 - 01 (2020)
Il collegio elettorale plurinominale Lombardia 3 - 01 è un collegio elettorale plurinominale della Repubblica italiana per l'elezione della Camera dei deputati.

## Territorio
Come previsto dalla legge n. 51 del 27 maggio 2019, il collegio è stato definito tramite decreto legislativo all'interno della Circoscrizione Lombardia 3.
Il collegio comprende la zona definita dai due collegi uninominali Lombardia 3 - 01 (Treviglio) e Lombardia 3 - 02 (Bergamo) quindi tutto il territorio della provincia di Bergamo che rientra nella Circoscrizione Lombardia 3 (esclusi quindi i 36 comuni della circoscrizione Lombardia 2).

## XIX legislatura

### Risultati elettorali
|                               | Fratelli d'Italia                                       | 161 362 | 30,82 | 1 | 294 622 | 56,27 | 2 |  |  |
|                               | Lega per Salvini Premier                                | 88 682  | 16,94 | 1 | 294 622 | 56,27 | 2 |  |  |
|                               | Forza Italia                                            | 40 991  | 7,83  | – | 294 622 | 56,27 | 2 |  |  |
|                               | Noi Moderati                                            | 3 587   | 0,69  | – | 294 622 | 56,27 | 2 |  |  |
|                               | Partito Democratico - Italia Democratica e Progressista | 87 203  | 16,66 | 1 | 123 160 | 23,52 | – |  |  |
|                               | Alleanza Verdi e Sinistra                               | 18 258  | 3,49  | – | 123 160 | 23,52 | – |  |  |
|                               | +Europa                                                 | 16 167  | 3,09  | – | 123 160 | 23,52 | – |  |  |
|                               | Impegno Civico – Centro Democratico                     | 1 532   | 0,29  | – | 123 160 | 23,52 | – |  |  |
|                               | Azione - Italia Viva                                    | 51 863  | 9,91  | – | 51 863  | 9,91  | – |  |  |
|                               | Movimento 5 Stelle                                      | 28 425  | 5,43  | – | 28 425  | 5,43  | – |  |  |
|                               | Italexit                                                | 8 696   | 1,66  | – | 8 696   | 1,66  | – |  |  |
|                               | Vita                                                    | 5 670   | 1,08  | – | 5 670   | 1,08  | – |  |  |
|                               | Unione Popolare                                         | 5 541   | 1,06  | – | 5 541   | 1,06  | – |  |  |
|                               | Italia Sovrana e Popolare                               | 5 113   | 0,98  | – | 5 113   | 0,98  | – |  |  |
|                               | Noi di Centro – Europeisti                              | 491     | 0,09  | – | 491     | 0,09  | – |  |  |
| Totale                        | Totale                                                  | 523 581 | 100   | 3 | 523 581 | 100   | 2 |  |  |
|                               |                                                         |         |       |   |         |       |   |  |  |
| Voti non validi               | Voti non validi                                         | 22 575  | 4,13  |   |         |       |   |  |  |
| Votanti                       | Votanti                                                 | 546 156 | 73,56 |   |         |       |   |  |  |
| Elettori                      | Elettori                                                | 742 509 |       |   |         |       |   |  |  |
|                               |                                                         |         |       |   |         |       |   |  |  |
| Data: 25 settembre 2022       |                                                         |         |       |   |         |       |   |  |  |
| Fonte: Ministero dell'interno |                                                         |         |       |   |         |       |   |  |  |

### Eletti

#### Eletti nei collegi uninominali
Eletti nella coalizione di centro-destra (FdI - Lega - FI - NM)
| Collegio uninominale | Eletto | Eletto           | Partito      |
| -------------------- | ------ | ---------------- | ------------ |
| 1. Treviglio         |        | Alessandro Sorte | Forza Italia |
| 2. Bergamo           |        | Rebecca Frassini | Lega         |

#### Eletti nella quota proporzionale
| Fratelli d'Italia | Lega             | Partito Democratico-IDP |
| ----------------- | ---------------- | ----------------------- |
|                   |                  |                         |
| Andrea Tremaglia  | Giulio Centemero | Vinicio Peluffo         |